# می‌میرم برای پول
می‌میرم برای پول فیلمی به کارگردانی مهدی رئیس‌فیروز و نویسندگی پرویز صیاد محصول سال ۱۳۳۸ است.

## بازیگران
- علی تابش
- سهیلا
- رضا کریمی
- نیکتاج صبری
- غیاث (بازیگر)
- مهین انصاری
- محمدعلی سخی